# Ruine Zindelstein
Die Ruine Zindelstein ist die Ruine einer Höhenburg auf 750 m ü. NN zwischen Furtwangen und Wolterdingen, einem Ortsteil der Stadt Donaueschingen im Schwarzwald-Baar-Kreis in Baden-Württemberg. Sie liegt auf einem Felssporn am linken Ufer der Breg.

## Geschichte
Die Burg wurde vermutlich schon im 12. Jahrhundert von den Grafen von Zähringen erbaut und 1225 urkundlich erwähnt. Sie diente dem Schutz der Verbindungsstraße zwischen dem Breisgau und Villingen und bildete zusammen mit den Burgen Kirnberg und Warenburg eine Festungslinie. Nach dem Tod von Herzog Berthold V., dem letzten Zähringer, im Jahre 1218 kam der Besitz als Erbe an die Grafen von Urach, die sich nun Grafen von Freiburg nannten. Ab Mitte des 13. Jahrhunderts war die Burg im Besitz des Hauses Fürstenberg und gehörte im 14. Jahrhundert Graf Hugo von Fürstenberg. Nachdem die Fürstenberger weiter westlich bei Hammereisenbach die Burg Neu-Fürstenberg erbaut hatten, verlor die Burg Zindelstein an Bedeutung und wurde immer öfter als Burgstall erwähnt. 1497 ging die Burg an Jörg Stähelin von Stockburg, im Jahr 1505 wurde sie jedoch von Graf Wolfgang von Fürstenberg zurückgekauft. 
Am 7. Mai 1525 wurde die Burg im Deutschen Bauernkrieg durch den Klettgauer Haufen unter Hans Müller zerstört und später als Steinbruch genutzt.
Auf der Burg lebten zeitweise Ministerialen der Zähringer. Später lebte auch Gräfin Adelheid, die Witwe von Graf Egino V., die nachher als Nonne in das Kloster Günterstal südlich von Freiburg im Breisgau ging, dort. Weiter lebte auch Graf Gottfried von Freiburg-Fürstenberg, ein Sohn Eginos V., der später Domherr von Konstanz war, auf Zindelstein.

## Anlage
Die Burganlage war durch einen Halsgraben von der Hochfläche getrennt. Der älteste Teil der Burg ist der wohl stauferzeitliche Bergfried. Südlich der Kernburg war eine jüngere Vorburg vorgelagert, die 1970 teilweise durch einen Hangrutsch zerstört wurde.
Von der ehemaligen Burganlage sind noch Mauerreste und der Stumpf des Bergfrieds erhalten.

## Zugänglichkeit
Aufgrund der Verletzungsgefahr durch abstürzende Steine ist die Ruine nicht mehr zugänglich. Der ehemalige Zugang wurde mit einem Drahtzaun abgesperrt.

## Sagen
Um die Burg Zindelstein ranken sich auch mehrere Sagen. Der bekanntesten zufolge zog zur Kreuzzugszeit ein Ritter von Zindelstein ins Morgenland und kehrte mit reicher Beute nach Hause zurück. Darunter befand sich ein prachtvoller Karfunkel, den der Ritter gelegentlich auf die Burgzinnen legte. Sein Funkeln („Zündeln“) erhellte dabei das ganze Bregtal und gab der Burg ihren Namen.
Eine andere Sage erzählt, dass einst spielende Kinder an der „Bummrigen Mark“, einem Grenzstein bei Tannheim, einen Geheimgang entdeckten, der von der Burg Zindelstein zum Kloster Tannheim führte. An derselben Stelle sollen nachts die Geister der Herren von Zindelstein Wanderer erschrecken.